# Associazione Calcio Casoria 1981-1982
Questa voce raccoglie le informazioni riguardanti l'Associazione Calcio Casoria nelle competizioni ufficiali della stagione 1981-1982.

## Rosa
| N. |                   | Ruolo | Calciatore           |
| -- | ----------------- | ----- | -------------------- |
|    | Italia (bandiera) | A     | Ernesto Apuzzo       |
|    | Italia (bandiera) |       | Battista             |
|    | Italia (bandiera) | D     | Mauro Bencivenga     |
|    | Italia (bandiera) | C     | Gaetano Caccavale    |
|    | Italia (bandiera) | P     | Giuseppe Congiusta   |
|    | Italia (bandiera) | D     | Mario De Simone      |
|    | Italia (bandiera) |       | D'Isanto             |
|    | Italia (bandiera) | D     | Francesco Di Spirito |
|    | Italia (bandiera) | C     | Marileno Fusetti     |
|    | Italia (bandiera) | P     | Francesco Lauri (I)  |
|    | Italia (bandiera) | D     | Pietro Lauri (II)    |
|    | Italia (bandiera) | A     | Vincenzo Liccardo    |
|    | Italia (bandiera) |       | Manzo                |

| N. |                   | Ruolo | Calciatore          |
| -- | ----------------- | ----- | ------------------- |
|    | Italia (bandiera) | A     | Marco Masoni        |
|    | Italia (bandiera) |       | Masullo             |
|    | Italia (bandiera) | C     | Ciro Mautone        |
|    | Italia (bandiera) | P     | Pietro Orecchiuto   |
|    | Italia (bandiera) | A     | Elso Pelle          |
|    | Italia (bandiera) | D     | Gennaro Signoriello |
|    | Italia (bandiera) | C     | Clemente Silvestro  |
|    | Italia (bandiera) |       | Simonetti           |
|    | Italia (bandiera) |       | Turturo             |
|    | Italia (bandiera) | C     | Pasquale Varriale   |
|    | Italia (bandiera) | C     | Domenico Viscardi   |
|    | Italia (bandiera) | C     | Alfredo Zica        |